# Heliocorisa
Heliocorisa is een geslacht van wantsen uit de familie van de Corixidae (Duikerwantsen). Het geslacht werd voor het eerst wetenschappelijk beschreven door Lundblad in 1928.

## Soorten
Het genus is monotypisch en bevat alleen de volgende soort:

- Heliocorisa vermiculata (Puton, 1874)